# Foteiní
Foteiní (Foteini) är en ort i Grekland.   Den ligger i prefekturen Nomós Kastoriás och regionen Västra Makedonien, i den norra delen av landet, 300 km nordväst om huvudstaden Aten. Foteiní ligger 643 meter över havet och antalet invånare är 186. Den ligger vid sjön Límni Kastorías.
Terrängen runt Foteiní är huvudsakligen kuperad, men åt sydväst är den platt. Runt Foteiní är det ganska glesbefolkat, med 23 invånare per kvadratkilometer. Närmaste större samhälle är Kastoria, 6,9 km väster om Foteiní. Trakten runt Foteiní består till största delen av jordbruksmark.